# Vedelago
Vedelago ist eine norditalienische Gemeinde (Comune) mit 16.595 Einwohnern (Stand 31. Dezember 2023) in der Provinz Treviso in Venetien. 

## Geographie
Die Gemeinde liegt etwa 35 Kilometer nordwestlich von Venedig und 20 Kilometer westlich von Treviso. Vedelago grenzt an die Provinz Padua.
Die Ortsteile von Vedelago heißen Albaredo, Barcon, Carpenedo, Casacorba, Cavasagra, Fanzolo und Fossalunga. 
Die Nachbargemeinden von Vedelago sind  Altivole, Castelfranco Veneto, Istrana, Montebelluna, Piombino Dese, Resana, Riese Pio X und Trevignano.
Der Fluss Sile entspringt in der Nähe des Ortsteils Casacorba.

## Sehenswürdigkeiten
Vedelago ist berühmt geworden durch die Villa Emo im Ortsteil Fanzolo. Die Anlage wurde durch Andrea Palladio 1559 errichtet und gehört seit 1994 zum UNESCO-Welterbe „Vicenza und die Villen Palladios in der Region Venetien“.

## Verkehr
Vedelago liegt an der Strada Statale 53 Postumia von Vicenza nach Portogruaro. Ein Bahnhof an der Bahnstrecke von Vicenza nach Treviso liegt im Ortsteil Albaredo.